# Гамільтон, Джеймс, 1-й граф Арран

Герб Джеймса Гамільтона — І графа Арран.

Джеймс Гамільтон (англ. James Hamilton) (близько 1475—1529) — ІІ лорд Гамільтон (1479—1529), І граф Арран (1503—1529) — шотландський барон, лорд, граф, один із керівників Шотландії в часи неповноліття короля Шотландії Якова V.

## Життєпис
Джеймс Гамільтон був сином Джеймса Гамільтона (близько 1415—1479) , І лорда Гамільтона (1445—1479) та Марії Стюарт (1453—1488) — дочки короля Шотландії Якова ІІ та Марії Гелдернської, сестри короля Шотландії Якова ІІІ.
Батько Джеймса Гамільтон помер у 1479 році і син успадкував всі його землі, маєтки та титули. У 1489 році його двоюрідний брат король Шотландії Яків IV дарував йому посаду шерифа Ланарк, посаду, яку раніше займав його батько. Тоді ж король дарував йому посаду Таємного Радника. 28 квітня 1490 року Джеймс Гамільтон одружився з Елізабет Гоум — дочкою Олександра Гоума , ІІ лорда Гоум.
У період з квітня по серпень 1502 року він командував військово-морським флотом Шотландії. Флот був направлений на допомогу королю Данії Гансу — дядьку Якова IV під час війни з Данії з Швецією.
У 1503 році Джеймс Гамільтон — майбутній І граф Арран брав участь у перемовинах про шлюб свого кузена короля Шотландії Якова IV з Маргаритою Тюдор, за що, власне, і отримав титул графа. У період правління короля Якова IV Джеймс Гамільтон входив до королівської ради і командував флотом Шотландії, що був кинутий на придушення повстання на Гебридських островах у 1501—1506 роках. У 1504 році він отримав посаду лорд-лейтенанта Шотландії.
У вересні 1507 року король Шотландії Яків IV послав Гамільтона як свого особистого посла з дипломатичною місією до короля Франції  Людовика XII. При поверненні з Франції на початку 1508 року Джеймс Гамільтон був затриманий в Королівстві Англія королем Генріхом VII, що підозрював його у ворожих діях проти Англії.
Коли король Англії Генріх VIII вступив у війну Камбрейської ліги і почав вторгнення до Франції в 1513 році, Шотландія опинилася під тиском і мусила підтримати Францію у війні проти Англії. У 1513 році граф Арран знову очолив флот Шотландії — почалася чергова війна з Англією. Флот повинен був підтримати дії шотландської армії на суші. Але з якихось незрозумілих причин Джеймс Гамільтон повів флот в Ірландське море, а після бомбардування замку Каррікфергус — англійської твердині в Ольстері (Ірландія), шотландський флот поплив до Франції. У цей же час шотландська армія була розгромлена в битві біля Флоддена, а король Шотландії був вбитий. Це була катастрофа для королівства Шотландія.
Не дивлячись на те, що граф Гамільтон був близьким родичем нового короля Шотландії — неповнолітнього Якова V, він спочатку не висував претензій на регентство, а підтримав обрання регентом Шотландії Джона Стюарта , герцога Олбані. Але незабаром Гамільтон був втягнутий у заколот вождів шотландських кланів Лоулендсу проти уряду Шотландії, але гнучка політика регента дозволила відновити мир в Шотландії. Граф Арран повернувся до регентської ради. Під час перебування герцога Олбані в Франції в 1517—1521 роках саме граф Арран очолив уряд Шотландії. У цей час посилилось протистояння Гамільтона з VI графом Ангус — Арчібальдом Дугласом — лідером англофільської партії. Боротьба між графами Арран та Ангус переросла у збройний конфлікт. Особливо запеклі були сутички в Едінбурзі в 1520 році за контроль над яким боролися обидві сторони. Ця війна ввійшла в історію під назвою «Війна Очищення Тротуарів». У сутичках на вулицях Единбургу Джеймс Гамільтон зазнав поразки. Повернення Олбані дозволило уникнути громадянської війни.
У 1522 році Джеймс Гамільтон знову був членом ради регентства і лорд-лейтенантом Півдня.
У 1524 році вожді шотландських кланів, що були прихильниками зближення з Англією усунули від влади герцога Олбані. Джеймс Гамільтон приєднався до повалення герцога Олбані і підтримав королеву Маргариту. Було проголошено початок самостійного правління короля Якова V, але фактичну владу захопив граф Ангус. Джеймс Гамільтон разом з королевою Маргаритою очолив опозицію новому режиму. На їх бік перейшла більшість вождів шотландських кланів, але спроба скинути графа Ангуса, що контролював молодого короля провалилась. У 1528 році королю Якову V вдалося втекти з Единбургу і очолити зібрану графом Арран армію шотландських кланів, які захопили столицю і вигнали графа Ангуса з Шотландії. Але незабаром після перемоги повстання граф Арран помер у 1529 році.

## Родина
Вперше Джеймс Гамільтон одружився в 1490 році з Елізабет Гоум — дочкою Олександра Гоума  вождя клану Гоум, ІІ лорда Гоум. Шлюб був розірваний в 1506 році, коли було встановлено, що її перший чоловік Томас Гей — син Джона Гея — І лорда Гей Істер був ще живий під час весілля.
У листопаді 1516 року Джеймс Гамільтон одружився з Джанет Бетьюн Істер Вемісс — дочкою сера Девіда Бетьюна Крейха, вдовою сера Роберта Лівінгстона Істер Вемісс, що загинув під час битви під Флодден. У листопаді 1504 року Джеймс Гамільтон розлучився з Елізабет на тій підставі, що вона раніше була одружена з Томасом Геєм. Гей, мабуть, покинув країну і вважався мертвим, коли Гамільтон одружився з Елізабет, але виявилось, що він на той час не помер. Реальною підставою до розлучення було те, що в цьому шлюбі не було дітей, а Джеймс Гамільтон хотів мати законного спадкоємця. У нього вже було кілька позашлюбних дітей, його старший позашлюбний син — Джеймс Гамільтон Фіннартс. Складні юридичні питання другого шлюбу довгий час не давали спокою Джеймсу Гамільтону. Легітимність цього шлюбу була поставлена під сумнів його ворогами в 1543 році.
Граф Арран і Джанет Бетьюн мали четверо дітей. Джанет померла в 1522 році.

### Законні діти
- Гелен Гамільтон — вийшла заміж за Арчібальда Кемпбелла — IV графа Аргайл
- Джеймс Гамільтон — ІІ граф Арран, потім герцог Шателгеро та губернатор Шотландії під час малолітства Марії Стюарт
- Джанет Гамільтон — вийшла заміж за Олександра Каннінгема - V графа Гленкайрн

### Незаконні діти
- Джеймс Гамільтон Фіннартс
- Елізабет Гамільтон — одружилась з Томасом Кіртоном Вейром
- Джон Гамільтон — архієпископ Сент-Ендрюс і скарбник Шотландії

Діти Джеймса Гамільтона і його коханки Беатрікс Драммонд, дочки Джона Драммонда — І лорда Драммонда та його дружини леді Елізабет Ліндсі:
- Маргарет Гамільтон — вийшла заміж за Ендрю Стюарта — ІІ лорда Авондейл, І лорда Охілтрі
- Сер Джон Гамільтон Самуальстон (він же Джон Клайдсдейл) — одружився з Джанет Гоум — єдиною законною дочкою і спадкоємицею Олександра Гоума — ІІІ лорда Гоума.